# Atv (Turquie)
Pour les articles homonymes, voir ATV.
 (avril 2009).
Si vous disposez d'ouvrages ou d'articles de référence ou si vous connaissez des sites web de qualité traitant du thème abordé ici, merci de compléter l'article en donnant les références utiles à sa vérifiabilité et en les liant à la section « Notes et références ».
atv, est une chaine de télévision turque.

## Présentation de la chaîne
La chaîne voit le jour le 12 juillet 1993, créée par la holding Ciner. C'est l'une des premières chaînes de télévision turques privées, derrière Star TV et Show TV. La chaîne reste à ce jour l'une des quatre chaînes les plus regardées de Turquie avec Star TV, Show TV et Kanal D, grâce à ses séries à succès telles que Avrupa Yakası, Sıla, Zerda (tr) ou encore Çocuklar Duymasın.
La chaine possède un nouvel habillage depuis septembre 2006 et change légèrement son logo pour obtenir celui-ci, logo qui ne cessa de se moderniser au cours des années, passant d'un grand rectangle orange portant un a minuscule et un tv juste à côté en blanc à un a et un tv en relief et en gris métallisé ainsi que le rectangle orange passant d'un simple orange à un orange dégradé avec une pointe de jaune.
En 2007, le Fonds d'assurance des dépôts d'épargne (Tasarruf Mevduatı Sigorta Fonu ou TMSF) prend les actions de la chaîne qui devient publique quelques mois jusqu'à sa vente au groupe Ciner ainsi que le journal Sabah, appartenant à la chaîne.
La chaîne est proche du Parti de la justice et du développement.

### logos

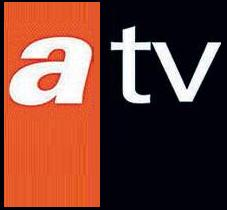
Logo de ATV de septembre 1993 à décembre 1998
Logo de ATV de décembre 1998 à septembre 2006
Logo de ATV utilisé pour l'habillage en septembre 2006

## Programmes
La chaine diffuse des séries à succès tels que Avrupa Yakası ou encore Sila. Il diffusa durant les années 1990 la série Süper Baba  qui battait les records d'audience, arrivant à plus de 41,4 % de part de marché.
Depuis 1994, le rédacteur en chef du journal de la rédaction était Ali Kirca qui était l'une des emblèmes de la chaine (à l'image de Patrick Poivre d'Arvor sur TF1 & Tom Brokaw sur NBC). Il quitta la chaine en 2007 pour la chaîne concurrente Show TV à la suite de son rachat par le groupe Ciner.
La chaine possède les droits de diffusion des matchs de l'équipe nationale de football (A Milli Futbol Takimi) jusqu'en 2012.

## Diffusion
La chaine est disponible sur le satellite Turksat (version Turquie) pour la Turquie uniquement et en version Europe destinée aux Turcs vivant en Europe et en Turquie sous le nom de ATV Avrupa. Elle est également disponible par adsl, compris dans l'offre Bouquet Turc et Turksat de Freebox TV, SFR et Bouygues Telecom (version Europe) ainsi que sur le câble (Türk Telekom Kablolu TV) et sur le bouquet de télévision payant Digiturk.